# Yao Yuting
Yao Yuting (7 d'abril de 1985) és una esportista xinesa que va competir en judo, guanyadora d'una medalla de plata al Campionat Asiàtic de Judo de 2009 en la categoria de –70 kg.

## Palmarès internacional
| Campionat Asiàtic | Campionat Asiàtic     | Campionat Asiàtic | Campionat Asiàtic |
| Any               | Lloc                  | Medalla           | Categoria         |
| ----------------- | --------------------- | ----------------- | ----------------- |
| 2009              | Taipei ( Xina Taipei) | 2                 | –70 kg            |